# Qt Extended
Qtopia は、トロールテックが開発した、組み込みLinuxに基づいた携帯情報端末・携帯電話などのモバイル機器向けのアプリケーションプラットフォームである。2008年9月30日、トロールテックがQtソフトウェアと改称したのと同時に Qtopia は Qt Extended と改称した。
Qtopia は、デュアルライセンス方式であり、GPLと商用ライセンスがある。

## 採用実績
2006年現在、11機種の携帯電話、30機種のその他携帯機器で採用されている。主なものを以下に列挙する。
- ザウルスSLシリーズ（シャープ）
- mylo（ソニー）
- フランス Archos 社製の携帯メディアプレイヤー（PMA430）
- GP2X（GamePark Holdings）

携帯電話向けのバージョン Qtopia Phone Edition は、各種スマートフォンに搭載され始めているし、トロールテック製の Greenphone にも採用されている。OpenMoko仕様のスマートフォンでも動作可能である。

## 機能と特徴
- ウィンドウシステム
- 同期フレームワーク
- 統合開発環境
- 国際化と地域化サポート
- ゲームとマルチメディア
- PIMアプリケーション
- フルスクリーンの手書き文字認識
- IME
- パーソナライゼーション・オプション
- 生産性アプリケーション
- インターネットアプリケーション
- Java
- 無線通信サポート

## 類似の環境
- ACCESS
- Garnet OS
- GPE Palmtop Environment
- Maemo
- Nucleus RTOS
- OpenZaurus
- OPIE
- Pocket PC/Windows Mobile
- Symbian OS

## 他のオープンな携帯電話の規格
- OpenMoko